# Otro día perdido
Otro día perdido es un programa de televisión argentino de entrevistas que sigue el estilo de un late night-talk show que es conducido por Mario Pergolini y emitido por eltrece. El programa fue estrenado el 14 de julio de 2025, es producido por Boxfish. En el programa también participan Agustín Aristarán y Laila Roth como coconductores. El programa se transmite de lunes a viernes a las 22:30 h (UTC−3).

## Formato
Otro día perdido marca el regreso de Mario Pergolini a la pantalla chica, esta vez al frente de un ciclo diario estilo Big Show. La propuesta se caracteriza por su enfoque innovador, combinando actualidad, humor, tecnología e ironía en un formato de alto impacto visual y escénico.
El programa incluye monólogos de corte crítico, entrevistas a figuras destacadas, intervenciones con inteligencia artificial y asistentes virtuales, así como un escenario equipado con una tribuna para cien personas, una banda musical en vivo y diversos elementos interactivos.
Cuenta con la participación de Agustín Aristarán y la comediante Laila Roth, quienes aportan dinamismo, humor y versatilidad a un ciclo que se presenta como irreverente y contemporáneo.

## Temporadas
| Temporada | Temporada | Programas | Estreno             | Final | Rating promedio |
| --------- | --------- | --------- | ------------------- | ----- | --------------- |
|           | 1         |           | 14 de julio de 2025 |       |                 |
| Total     | Total     | —         | —                   | —     | —               |

### Primera temporada: 2025
| N.º Serie | N.º Temp. | Fecha de emisión                | Invitado(s)                          | Rating | Ref.   |
| --------- | --------- | ------------------------------- | ------------------------------------ | ------ | ------ |
| 1         | 1         | Lunes, 14 de julio de 2025      | Guillermo Francella y Marcelo Polino | 5.7    | [ 1 ]  |
| 2         | 2         | Martes, 15 de julio de 2025     | Cazzu                                | 5.2    | [ 2 ]  |
| 3         | 3         | Miércoles, 16 de julio de 2025  | Joaquín Furriel                      | 4.5    | [ 3 ]  |
| 4         | 4         | Jueves, 17 de julio de 2025     | Agustina Kämpfer                     | 5.0    | [ 4 ]  |
| 5         | 5         | Viernes, 18 de julio de 2025    | Malena Pichot y Pilar Gamboa         | 5.2    | [ 5 ]  |
| 6         | 6         | Lunes, 21 de julio de 2025      | Florencia Peña                       | 3.9    | [ 6 ]  |
| 7         | 7         | Martes, 22 de julio de 2025     | Eduardo Feinmann                     | 4.5    | [ 7 ]  |
| 8         | 8         | Miércoles, 23 de julio de 2025  | Luciano Castro y Gerónimo Rauch      | 3.0    | [ 8 ]  |
| 9         | 9         | Jueves, 24 de julio de 2025     | Zoe Gotusso                          | 3.5    | [ 9 ]  |
| 10        | 10        | Viernes, 25 de julio de 2025    | Martín Garabal y Santiago Korovsky   | 4.9    | [ 10 ] |
| 11        | 11        | Lunes, 28 de julio de 2025      | Martín Bossi                         | 3.9    | [ 11 ] |
| 12        | 12        | Martes, 29 de julio de 2025     | Martín Cirio                         | 4.2    | [ 12 ] |
| 13        | 13        | Miércoles, 30 de julio de 2025  | Flavia Palmiero                      | 4.0    | [ 13 ] |
| 14        | 14        | Jueves, 31 de julio de 2025     | Guillermo «El Pelado» López          | 4.4    | [ 14 ] |
| 15        | 15        | Viernes, 1 de agosto de 2025    | Fernando Dente                       | 4.6    | [ 15 ] |
| 16        | 16        | Lunes, 4 de agosto de 2025      | Roberto Moldavsky                    | 3.8    | [ 16 ] |
| 17        | 17        | Martes, 5 de agosto de 2025     | Silvio Soldán                        | 3.9    | [ 17 ] |
| 18        | 18        | Miércoles, 6 de agosto de 2025  | Moria Casán                          | 4.8    | [ 18 ] |
| 19        | 19        | Jueves, 7 de agosto de 2025     | Esteban Trebucq                      | 4.4    | [ 19 ] |
| 20        | 20        | Viernes, 8 de agosto de 2025    | Darío Barassi                        | 5.1    | [ 20 ] |
| 21        | 21        | Lunes, 11 de agosto de 2025     | Sergio Goycochea y Goyo Degano       | 4.1    | [ 21 ] |
| 22        | 22        | Martes, 12 de agosto de 2025    | Mariano Martínez                     | 4.3    | [ 22 ] |
| 23        | 23        | Miércoles, 13 de agosto de 2025 | Eva de Dominici                      | 4.4    | [ 23 ] |
| 24        | 24        | Jueves, 14 de agosto de 2025    | La Mona Jiménez                      | 5.4    | [ 24 ] |
| 25        | 25        | Viernes, 15 de agosto de 2025   | Freddy Villareal y Felipe Pigna      | 5.5    | [ 25 ] |
| 26        | 26        | Lunes, 18 de agosto de 2025     | José María Muscari                   |        |        |
| 27        | 27        | Martes, 19 de agosto de 2025    |                                      |        |        |
| 28        | 28        | Miércoles, 20 de agosto de 2025 |                                      |        |        |
| 29        | 29        | Jueves, 21 de agosto de 2025    |                                      |        |        |
| 30        | 30        | Viernes, 22 de agosto de 2025   |                                      |        |        |